# Het ding
Het ding is een hoorspel van Giles Cooper. The Object werd op 17 april 1964 door de BBC uitgezonden. Nina Bergsma vertaalde het en de NCRV zond het uit op vrijdag 11 december 1970, van 21.12 tot 22.00. De regisseur was Wim Paauw.

## Rolbezetting
- Hein Boele (Gary)
- Trudy Libosan (Mill)
- Sacco van der Made (Thurle)
- Joke Hagelen (telefoniste)
- Hans Karsenbarg (een stem)

## Inhoud
Dit is een sciencefictionhoorspel over het berooide Britse echtpaar Gary en Mill, bij wie op een nacht een ruimteveer landt op het dak van hun woning. Na enig wikken en wegen komen Gary en Mill, samen met hun buurman Thurle, tot de conclusie dat het ding een ruimtecapsule moet zijn. Ze beramen een plan om een slaatje te slaan uit de aanwezigheid van de capsule. Er ontstaat een ruzie met Thurle waardoor het hele plan niet doorgaat. Gary en Mill onderzoeken de capsule om er spullen uit te halen die ze kunnen verkopen. Als ze een fles vinden waarin zich een foetus bevindt, staakt Gary het doorzoeken van de capsule. Wanneer Mill de capsule wil afdekken met een zeil, stoot ze de fles om, waarna de foetus doodgaat. Mill brengt de foetus naar de mestvaalt en stelt Gary op de hoogte. Gary en Mill besluiten de capsule te ontmantelen en onderdelen te verkopen. Mill, aan het denken gezet door de vondst van de foetus, wil een kind.